# Paul Rintelen

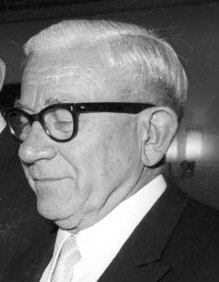
Paul Rintelen (1968)

Paul Rintelen (* 1. März 1904 in Ahlen; † 4. November 1985 in Freising) war ein deutscher Agrarökonom. Er gilt als der maßgebende Wegbereiter für die rasche Ausdehnung der Maisanbauflächen in der Bundesrepublik Deutschland.

## Leben
Rintelen, Sohn eines Oberlandesgerichtsrates, besuchte das Gymnasium in Hamm, absolvierte seit 1921 ein zweijähriges Praktikum auf zwei bäuerlichen Betrieben im Münsterland und begann dann ein Landwirtschaftsstudium. 1923 schrieb er sich an der Westfälischen Wilhelms-Universität in Münster ein. Da aber dort nur ein Teilstudium angeboten wurde, wechselte er 1924 an die Landwirtschaftliche Hochschule Bonn-Poppelsdorf. 1926 bestand er das Diplom-Examen. In den folgenden Jahren arbeitete er auf Versuchsgütern der Landwirtschaftlichen Versuchsstation Münster. 1929 promovierte er in Münster zum Dr. phil. mit einer Arbeit über Kartoffelversuche unter betriebswirtschaftlichen Aspekten und 1932 erwarb er in Bonn den Dr.agr. mit einer Dissertation über „Bevölkerungsentwicklung, Nahrungserzeugung und Nahrungsverbrauch in Deutschland“.
Seit 1934 war Rintelen bei der Landesbauernschaft Westfalen-Lippe für die Fachgebiete Wirtschaftsberatung, Buchführung und Agrarstatistik verantwortlich. Im Mai 1938 legte er in einer geheimen „Denkschrift zur Lage der Landwirtschaft im Bezirk der Landesbauernschaft Westfalen“ eine scharfe betriebs- und volkswirtschaftliche Kritik an der Agrarpolitik des NS-Regimes und ihren Auswirkungen vor. 1938 habilitierte er sich in Bonn mit einer Arbeit über das Risiko in landwirtschaftlichen Intensivbetrieben. Da damals die Aussicht auf eine Anstellung als Hochschullehrer nicht gegeben war, übernahm er 1939 eine Tätigkeit als Landwirtschaftsberater in der chemischen Industrie. 1943 wurde er zur Wehrmacht einberufen. Schwerverwundet kehrte er Ende 1945 aus sowjetischer Kriegsgefangenschaft nach Deutschland zurück. 1949 übernahm er die Leitung der Zentralstelle für Wirtschaftsberatung und Betriebswirtschaft an der Landwirtschaftskammer für Westfalen-Lippe. Damit unterstand ihm auch die Oberaufsicht aller dazugehörenden Versuchsgüter. 1952 unternahm er eine mehrmonatige Studienreise in die wichtigsten Landwirtschaftsregionen der USA. 1952 folgte er einem Ruf an die Fakultät für Landwirtschaft und Gartenbau der Technischen Hochschule München in Weihenstephan. Hier leitete er als o. Professor und Direktor bis zu seiner Emeritierung im Jahre 1971 das „Institut für Wirtschaftslehre des Landbaus“.

## Forschungsleistungen
Die wissenschaftliche Tätigkeit Rintelens ist gekennzeichnet durch große Breite und Praxisnähe. Zu den thematischen Schwerpunkten in Weihenstephan gehörten u. a. Forschungsarbeiten über das bayerische Buchführungswesen, über die Agrarstatistik und über die Gliederung Bayerns in landwirtschaftliche Erzeugungsbetriebe. Mit zahlreichen originären Ideen gab Rintelen Denkanstöße zur Entwicklung neuer Produktionsverfahren und zur Optimierung der Betriebsstrukturen landwirtschaftlicher Betriebe. Über 100 wissenschaftliche Veröffentlichungen, darunter mehrere eigenständige Schriften, entstammen seiner Feder. 72 Doktoranden haben unter seiner Ägide promoviert, darunter z. B. auch der spätere bayerische Landwirtschaftsminister Hans Eisenmann.
Untrennbar ist der Name Paul Rintelen mit dem Anbau von Mais in der Bundesrepublik Deutschland verbunden. Beeinflusst durch Anbauversuche mit Mais in den 30er Jahren in Westfalen, besonders jedoch durch die vielfältigen Anregungen während seiner 1952 durchgeführten Studienreise in den Maisregionen der USA, begann Rintelen nach 1953 auf seinen Versuchsgütern mit eigenen Anbauversuchen. Zielstrebig untersuchte er mit einer Vielzahl von Doktoranden die Leistungsfähigkeit dieser Feldfrucht für die deutsche Landwirtschaft, sowohl unter anbautechnischen, als auch unter betriebswirtschaftlichen Gesichtspunkten.
Rintelens Forschungsarbeiten zur Anbauwürdigkeit von Mais in mitteleuropäischen Klimaregionen haben die rasche Verbreitung dieser Kulturpflanze in der Bundesrepublik Deutschland entscheidend beeinflusst. Mit seinen Ideen befruchtete Rintelen vor allem die Aktivitäten des 1956 von Pflanzenzüchtern und der Deutschen Landwirtschafts-Gesellschaft gegründeten Deutschen Maiskomitees, zu dessen 1. Vorsitzenden er 1961 gewählt wurde. Das von Rintelen 1971 herausgegebene Buch „Mais. Ein Handbuch über Produktionstechnik und Ökonomik“ gehört zu den Standard-Werken der deutschsprachigen Mais-Literatur.

## Ehrungen und Auszeichnungen
Für seine Verdienste für die Wissenschaft sowie für die deutsche Landwirtschaft erhielt Paul Rintelen höchste Anerkennungen und Auszeichnungen, u. a. den Justus-von-Liebig-Preis, das Große Verdienstkreuz des Verdienstordens der Bundesrepublik Deutschland, die Wilhelm-Niklas-Medaille des Bundesministeriums für Ernährung, Landwirtschaft und Forsten, die Staatsmedaille in Gold des Bayerischen Staatsministeriums für Ernährung, Landwirtschaft und Forsten, den Bayerischen Verdienstorden und die Goldene Plakette der Landwirtschaftskammer Westfalen-Lippe. Die Universitäten Bonn und Hohenheim verliehen ihm 1974 die Würde eines Ehrendoktors.

## Schriften (Auswahl)
- Kartoffelversuche auf dem Versuchsgut der Landwirtschaftskammer für die Provinz Westfalen zu Sprakel im Lichte der Betriebswirtschaft. Diss. phil. Münster 1929. Zugl. in: Landwirtschaftliche Jahrbücher Bd. 70, 1929, S. 727–774.
- Deutschland Bevölkerungsentwicklung, Nahrungserzeugung und Nahrungsverbrauch. Ein Beitrag zur Selbstversorgung des deutschen Volkes mit Nahrungsmitteln. Diss. Landw. Hochschule Bonn-Poppelsdorf 1932.
- Das Risiko im landwirtschaftlichen Betriebe. Ein Beitrag zur Frage des Aufbaues und der Führung bodengebundener Intensivbetriebe. Landw. Habil.-Schr. Bonn 1939. Zugl. in: Berichte über Landwirtschaft, Sonderheft N. F. Nr. 144, 1938.
- Landwirtschaftliche Betriebsplanung. Bayerischer Landwirtschaftsverlag München 4. Aufl. 1958; 5. Aufl. 1959; 6. Aufl. 1962. - Vorher unter dem Titel: Betriebsplanung für bäuerliche Wirtschaften. 1943; 2. Aufl. 1948; 3. Aufl. 1949.
- Mais. Ein Handbuch über Produktionstechnik und Ökonomik. Herausgegeben von Paul Rintelen unter Mitarbeit zahlreicher Fachkollegen. Bayerischer Landwirtschaftsverlag München 1971.